# 오타쿠의 비디오
오타쿠의 비디오(おたくのビデオ)는 일본의 애니메이션과 만화에 집착적 관심을 갖는 오타쿠의 생활과 문화, 그리고 가이낙스의 역사 및 제작진을 다루는 1991년의 일본 애니메이션이다. 통상의 다큐멘터리 영화와 일본 애니메이션의 전개를 융합한 것으로 유명하다. OVA 내에는 다이콘필름의 80년대 초 오프닝 애니메이션도 등장한다.

## 줄거리
이야기는 평범한 사람인 쿠보 켄에게서 시작된다. 그는 여자친구인 요시코와 함께 대학의 테니스 동아리에 속해 있다가, 옛 친구 타나카에게 오타쿠 동아리를 소개받게 된다. 쿠보는 곧 동아리에 들어가게 된다. 요시코에게 차이자, 그는 오타쿠의 왕인 "오타킹"이 되겠다고 결심한다.
3년 후, 쿠보는 모형을 제작해 회사를 차리고, 중국에 공장을 짓는다. 하지만 이후 요시코와 결혼한 경쟁자에 의해 회사에서 쫓겨나게 된다. 그럼에도 쿠보와 타나카는 캐릭터 디자이너 후쿠하라와 함께 '마법소녀물' 애니메이션으로 애니메이션 시장에서 점차 자리를 되찾는다. 쿠보과 타나카는 그들의 야망을 집대성해 1999년에, 오타쿠들의 디즈니랜드 격인, 오타쿠랜드를 만든다.
많은 시간이 지나고, 쿠보과 타나카는 미래에 수몰된 도쿄의 오타쿠랜드로 돌아온다. 오타쿠랜드의 주요 구조물은 우주전함으로 변하고, 오랜 친구들이 이를 조종한다. 젊음을 되찾은 그들은 "오타쿠의 행성"을 찾아 우주로 향한다.

## 오타쿠의 초상
오타쿠의 비디오 내의 논쟁적이고 유머러스한 부분은 "오타쿠의 초상(おたくの肖像)"이라는 제목으로 실제 다큐멘터리가 삽입된 부분들이다. 이 부분들에서 다큐멘터리 제작진들은 익명의 오타쿠들을 인터뷰하는데, 이들은 얼굴이 모자이크화되고 목소리는 음성변조되었다. 다큐멘터리는 애니메이션과 반대의 길을 간다. 애니메이션은 오타쿠의 동지애, 창조성, 주류의 인정을 받는 꿈을 강조했다면, 인터뷰들은 부정적인 면들을 강조한다. 주제는 오타쿠 하위문화 전체를 다룬다. 인터뷰들에서 다뤄진 사람들으로 컴퓨터 프로그래머 일을 하며 자신의 과거를 부정하지만 책상 서랍에는 샤아 아즈나블 헬멧이 들어있는 전 코스플레이어, 에어소프트 오타쿠, 모형 오타쿠, 애니메이션을 녹화해 파는 히키코모리 등이 있다. 인터뷰에는 불법적이거나 불건전한 분야에 종사하는 오타쿠들도 있는데, 셀화 도둑, 모자이크 검열을 뚫는 안경을 만드려고 하는 포르노그래피 오타쿠, 인터뷰 도중 자위행위를 하는 에로게 중독자 등이 있다.
오타쿠의 초상 내 모든 사람들은 당시 가이낙스 사원이나 가이낙스와 연관이 있는 것으로 여겨지고 있다.

## 등장인물
쿠보 켄(久保健)
주인공. 성우: 츠지타니 코지(辻谷耕史)
타나카(田中)
성우: 사쿠라이 토시하루
히노(日野)
성우: 나카하라 시게루
후쿠하라 미스즈(福原美鈴)
성우: 코바야시 유코(小林優子)
우에노 요시코(上野美子)
성우: 이노우에 키쿠코
사토 유리(佐藤由梨)
성우: 아마노 유리(天野由梨)
미요시(三善)
성우: 키쿠치 마사미(菊池正美)
이야마(飯山)
성우: 모리카와 토시유키
야마구치(山口)
성우: 토비타 노부오
키타지마(北島)
성우: 타카기 와타루
요시다(吉田)
성우: 우메즈 히데유키(梅津秀行)
이노우에(井上)
성우: 카네마루 준이치
무라타(村田)
성우: 야나다 키요유키
나카마루 요코(中丸陽子)
성우: 쿠리하라 레나(久梨原れな)
코하쿠 류(小白龍)
성우: 우메즈 히데유키(梅津秀行)
칸다(神田)
성우: 오오츠카 아키오
내레이션
성우: 오오츠카 아키오

## 제작
오타쿠의 비디오는 부분적으로 70년대 말에서 80년대 초에 오타쿠가 된 가이낙스 사원들의 개인적인 삶에 기반했기에, 당시의 여러 애니메이션들이 등장하거나 언급된다. 이 중에는 독수리 오형제, 우주전함 야마토, 시끌별 녀석들, 우주해적 캡틴 하록, 기동전사 건담, 더티 페어(ダーティペア), 코브라(コブラ), 불새, 사일런트 뫼비우스(サイレントメビウス), 요술공주 밍키, 초시공요새 마크로스, 초시공요새 마크로스: 사랑, 기억하고 있습니까, 기갑창세기 모스피더(機甲創世記モスピーダ), 왕립우주군~오네아미스의 날개~, 톱을 노려라!, 그리고 다이콘필름의 오프닝 애니메이션들이 있다.

## 같이 보기
- 다이콘필름
- 코믹 파티
- 현시연